# Pro eximia tua
Pro eximia tua es una encíclica del papa Benedicto XIV, publicada el 30 de junio de 1741 y dirigida al arzobispo de Turín.
Esta carta, titulada Breve encyclicum ad Episcopos Provinciae Pedemontanae es considerada una encíclica a pesar de no estar dirigida a todos los obispos, dado que el mismo Benedicto XIV la llamó así. Esto muestra lo poco clara que estaba en aquel entonces la distinción entre los diversos documentos pontificios.
En esta encíclica, Benedicto XIV tomando en cuenta lo dicho en el Breve Quanta cura, invita al arzobispo a tomar las medidas necesarias para que los sacerdotes de Piamonte dejen de negociar con las limosnas de las misas.